# Барусявичюс, Иозас Домович
Иозас Домович Барусявичюс — советский литовский хозяйственный деятель, Герой Социалистического Труда.

## Биография
Родился в 1926 году в Шилуосе. Член КПСС с года.
В 1951—1962 — матрос, мастер по добыче рыбы, в 1962—1982 — старший мастер по добыче рыбы большого морозильного рыболовного траулера «Крылов» Литовского производственного управления рыбной промышленности.
Указом Президиума Верховного Совета СССР от 13 апреля 1963 года присвоено звание Героя Социалистического Труда с вручением ордена Ленина и золотой медали «Серп и Молот».
Депутат Верховного Совета Литовской ССР 6-го созыва.
Умер в Клайпеде после 1985 года.

## Награды и звания
- Герой Социалистического Труда (13.04.1963)
- Орден Ленина (13.04.1963)